# جيمس روبرت طومسون
جيمس روبرت طومسون (بالإنجليزية: James R. Thompson)‏ هو محامي وسياسي أمريكي، ولد في 8 مايو 1936 بشيكاغو في الولايات المتحدة. حزبياً، نشط في الحزب الجمهوري. وقد انتخب حاكم إلينوي ‏ (10 يناير 1977 – 14 يناير 1991).